# パーロ・デル・コッレ
パーロ・デル・コッレ（イタリア語: Palo del Colle）は、イタリア共和国プッリャ州バーリ県にある、人口約21,000人の基礎自治体（コムーネ）。

## 地理

### 位置・広がり

#### 隣接コムーネ
隣接するコムーネは以下の通り。
- ビネット
- ビテット
- ビトント
- トリット

## 人物

### 著名な出身者
- ビト・アンツォフェルモ - プロボクサー、俳優。
- マッシモ・スタノ - 陸上競技選手[5]（生まれはグルーモ・アップラ[6]）